# Świadkowie Jehowy w Tajlandii
Świadkowie Jehowy w Tajlandii – społeczność wyznaniowa w Tajlandii, należąca do ogólnoświatowej wspólnoty Świadków Jehowy, licząca w 2023 roku 5350 głosicieli, należących do 144 zborów. Na dorocznej uroczystości Wieczerzy Pańskiej w 2023 roku zgromadziło się 10 214 osób. Działalność miejscowych i laotańskich głosicieli koordynuje Biuro Oddziału w Bangkoku.

## Historia

### Początki
Horace Randle około roku 1900 wysyłał wiele listów i traktatów religijnych Badaczy Pisma Świętego do duchownych prowadzących działalność misyjną w Azji, m.in. na terenie ówczesnego Syjamu.
W roku 1931 w Bangkoku działalność prowadził pionier Claude Goodman, pochodzący z Wielkiej Brytanii. 22 lipca 1936 roku do Bangkoku przybył Frank Dewar – pionier z Nowej Zelandii. Wkrótce dołączyli do niego pionierzy: Willy Unglaube i Kurt Gruber z Niemiec i John Edward Sewell z Australii. Początkowo rozpowszechniali publikacje biblijne w języku angielskim, chińskim i japońskim, a wkrótce rozpoczęli ich tłumaczenie na język tajski. Działalność początkowo prowadzono w Bangkoku, Chiang Mai oraz w prowincjach Phrae i Nan.
W roku 1940 odbył się chrzest pierwszych Świadków Jehowy z Tajlandii. W latach 40. XX wieku przybyli kolejni pionierzy: George i Dona Powell z Australii oraz Hans Thomas i Wolfhelm Fuchs z Niemiec.
W roku 1946 w kraju działało 14 głosicieli.

### Rozwój działalności
1 stycznia 1947 roku rozpoczęto wydawanie czasopisma Strażnica w języku tajskim. Pierwszy numer ukazał się w nakładzie 200 egzemplarzy. W kwietniu tego samego roku z wizytą w Tajlandii przebywali Nathan Homer Knorr oraz Milton George Henschel, którzy w Bangkoku wygłosili przemówienie do 275 osób. 1 września 1947 roku otwarto w tym mieście biuro Oddziału (rozbudowane w 1992 roku). Jesienią tego samego roku dotarła pierwsza grupa misjonarzy, absolwentów Biblijnej Szkoły Strażnicy – Gilead (Alfred Laakso, Joseph E. Babinski, Donald Burkhart, Gerald (Jerry) Ross, i Darrow Stallard).
W roku 1948 liczba głosicieli wzrosła z 31 do 65. W kwietniu tego samego roku odbył się pierwszy w Tajlandii kongres w Chiang Mai.
W 1950 roku w Tajlandii było 89 głosicieli, rok później – 126, a w roku 1952 – 150. W roku 1954 liczba ta przekroczyła 200 osób. W kwietniu 1951 roku z kolejną wizytą w Tajlandii przebywał Nathan Knorr, który zachęcił głosicieli do podjęcia służby pełnoczasowej. Po raz trzeci Nathan Knorr kraj odwiedził w kwietniu 1956 roku. Natomiast w styczniu 1957 roku z wizytą w Tajlandii przebywał Frederick William Franz. W latach 50. XX wieku do Tajlandii przybyły kolejne grupy misjonarzy (m.in. Guy Moffatt, Neil Crockett, Esko i Anja Pajasalami, Elon i Helvi Harteva, Eva Hiebert, Marguerite Rood, Bantoeng Chantraboon, Buakhieo Nantha, Somsri Darawan), którzy rozpoczęli działalność w kolejnych prowincjach kraju. W roku 1952 nakład „Strażnicy” w języku tajskim wzrósł do 500 egzemplarzy.
W roku 1960 zanotowano liczbę 385 głosicieli. W październiku 1961 roku otwarto nowe Biuro Oddziału. W roku 1963 w Lumpini Park w Bangkoku odbył się kongres międzynarodowy pod hasłem „Wiecznotrwała dobra nowina” z udziałem 961 obecnych.
W latach 60. i 70. XX wieku do Tajlandii przybyły kolejne grupy misjonarzy. Kolejny kongres międzynarodowy – pod hasłem „Zwycięska wiara” – odbył się w roku 1978.
W roku 1985 w kongresie międzynarodowym pod hasłem „Lud zachowujący prawość”, który odbył się w stolicy, wzięli udział delegaci z 18 krajów oraz Lyman Alexander Swingle z Ciała Kierowniczego. W kwietniu 1988 roku liczba głosicieli przekroczyła 1000, a w roku 1995 – 1500.
W roku 1991 zorganizowano kongres międzynarodowy pod hasłem „Czysta mowa”. W połowie lat 90. XX wieku misjonarze, którzy mieszkali w Chiang Mai, rozpoczęli działalność kaznodziejska wśród członków górskiego plemienia Lahu.
Liczba 2000 głosicieli została przekroczona w roku 2002. W roku 2004 zorganizowano pomoc humanitarną dla poszkodowanych przez tsunami, wywołane przez trzęsienie ziemi na Oceanie Indyjskim. W 2007 roku wydano Chrześcijańskie Pisma Greckie w Przekładzie Nowego Świata (Nowy Testament) w języku tajskim.
W 2010 roku przekroczono liczbę 3200 głosicieli, rok później – 3400, w 2012 roku – 3600, w 2013 – 3800, a w roku 2014 – 4100. W drugiej połowie 2011 roku brygady ochotników Świadków Jehowy naprawiły i wysprzątały 100 domów i 6 Sal Królestwa zniszczonych przez powódź.
W grudniu 2012 roku rozpoczęto specjalną kampanię, która miała za cel pomóc uczniom radzić sobie w szkole. Kampania zaczęła się w Bangkoku, gdzie dwudziestu głosicieli odwiedzało placówki szkolne, spotykając się z ich dyrektorami i udostępniając nauczycielom oraz uczniom czasopismo „Przebudźcie się!” z października 2012 roku zatytułowane „Jak sobie radzić w szkole”. W jej wyniku nauczycielom i uczniom udostępniono ponad 650 tys. egzemplarzy tego wydania „Przebudźcie się!”.
Od 2014 roku przedstawiciele władz w Tajlandii korzystają z publikacji Świadków Jehowy w ramach ogólnokrajowej inicjatywy związanej z edukacją urzędników państwowych w zakresie wychowywania dzieci, zapobiegania przemocy domowej oraz podnoszenia jakości zdrowia psychicznego i fizycznego.
Od 6 do 8 listopada 2015 roku w Chiang Mai i Nong Khai odbył się kongres specjalny pod hasłem „Naśladujmy Jezusa!” z udziałem delegatów z Tajlandii, Filipin, Japonii, Malezji, Mjanmy, Sri Lanki, Stanów Zjednoczonych i Wietnamu, na którym ogłoszono wydanie Pisma Świętego w Przekładzie Nowego Świata w języku tajskim. W lipcu 2018 roku odbył się kongres specjalny pod hasłem „Bądź odważny!” w Kolombo w Sri Lance z udziałem delegacji z Tajlandii. 16 sierpnia 2019 roku na kongresie regionalnym pod hasłem „Miłość nigdy nie zawodzi!” w Nong Khai ogłoszono wydanie Chrześcijańskich Pism Greckich w Przekładzie Nowego Świata w języku laotańskim.
Od grudnia 2018 roku do stycznia 2019 roku oraz w grudniu 2019 roku i styczniu 2020 roku głosiciele z tajskojęzycznych zborów i grup z 11 krajów brali udział w specjalnych kampaniach głoszenia w Bangkoku i okolicy. Jej celem było udzielenie pomocy w tej działalności ponad 4800 głosicieli z tamtego regionu. W 2019 roku na uroczystości Wieczerzy Pańskiej zebrało się 10 700 osób. W 2020 roku osiągnięto liczbę 5538 głosicieli.
5 lipca 2020 roku Hiroshi Aoki, członek Komitetu Oddziału w Mjanmie, ogłosił wydanie Chrześcijańskich Pism Greckich w Przekładzie Nowego Świata w języku sgaw. W związku z pandemią COVID-19 zorganizowano specjalne zebrania w trybie wideokonferencji, w którym uczestniczyli głosiciele posługujący się tym językiem.
27 marca 2022 roku Mats Kassholm, członek birmańskiego Komitetu Oddziału, ogłosił wydanie Pisma Świętego w Przekładzie Nowego Świata w języku sgaw. W związku z pandemią COVID-19 zorganizowano specjalne zebrania w trybie wideokonferencji, w którym uczestniczyli głosiciele posługujący się tym językiem. 30 kwietnia 2023 roku zakończono rozbudowę miejscowego Biura Oddziału.
W dniach od 28 marca do 8 kwietnia 2024 roku Świadkowie Jehowy brali udział w 22. Międzynarodowych Targach Książki w Bangkoku, prezentując na swoim stoisku i udostępniając bezpłatnie swoje publikacje biblijne. W 2024 roku delegacje z Tajlandii brały udział w kongresach specjalnych pod hasłem „Głośmy dobrą nowinę!” w Chile i Stanach Zjednoczonych.
Zebrania zborowe odbywają się w językach: tajskim (w tym północnowschodnim), akha, angielskim, birmańskim, chińskim, hmong (Miao Białych), japońskim, khmerskim, koreańskim, lahu, laotańskim, lisu, mien, sgaw, szan, tagalskim, tamilskim, urdu, wietnamskim i tajskim migowym.
Miejscowe Biuro Oddziału nadzoruje tłumaczenie literatury biblijnej na język tajski, laotański, lahu i tajski migowy. W tłumaczeniach bierze udział około 80 osób — zarówno w tajlandzkim Biurze Oddziału, jak i w dwóch zdalnych biurach tłumaczeń.